# Euoplos inornatus
Espèce
Synonymes
- Albaniana inornata Rainbow & Pulleine, 1918
- Albaniana flavomaculata Rainbow & Pulleine, 1918
- Armadalia setosa Rainbow & Pulleine, 1918

Euoplos inornatus est une espèce d'araignées mygalomorphes de la famille des Idiopidae.

## Distribution
Cette espèce est endémique d'Australie-Occidentale.

## Publication originale
- Rainbow & Pulleine, 1918 : Australian trap-door spiders. Records of the Australian Museum, vol. 12, p. 81-169 (texte intégral).